# Ліпіни (Кутновський повіт)
Ліпіни (пол. Lipiny) — село в Польщі, у гміні Нові Острови Кутновського повіту Лодзинського воєводства.
Населення — 108 осіб (2011).
У 1975-1998 роках село належало до Плоцького воєводства.

## Демографія
Демографічна структура станом на 31 березня 2011 року:
|          | Загалом | Допрацездатний вік | Працездатний вік | Постпрацездатний вік |
| -------- | ------- | ------------------ | ---------------- | -------------------- |
| Чоловіки | 57      | 12                 | 35               | 10                   |
| Жінки    | 51      | 7                  | 27               | 17                   |
| Разом    | 108     | 19                 | 62               | 27                   |